# 亨利·海基宁
亨利·海基宁（芬蘭語：Henri Häkkinen，1980年6月16日—），生于约恩苏，芬兰男子射击运动员。曾获得北京奥运10米气步枪铜牌。

## 生平
2008年，海基宁以资格赛第一的身份进入夏季奥林匹克运动会射击比赛决赛，在决赛中前9发依然保持并列第一的海基宁，最后一发只打出9.4环，最终被印度选手阿比纳夫·宾德拉和中国选手朱启南超越，获得一枚铜牌。